# ملبورن پارک

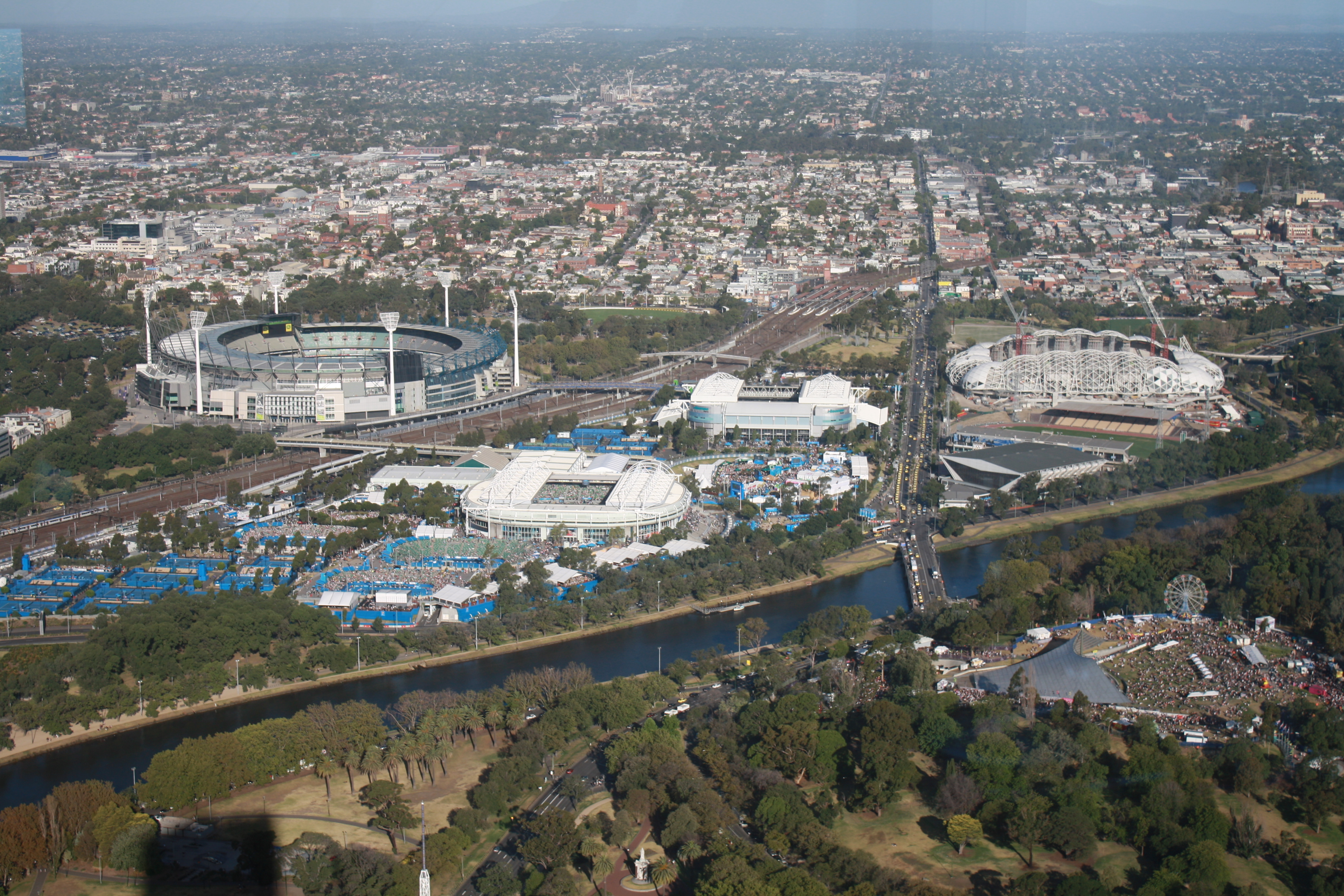
The Melbourne Sports and Entertainment Precinct with Melbourne Park being situated between Yarra, railway lines and major highway. (The Olympic Park is on the right hand side of the image, the MCG on the left.)

ملبورن پارک (انگلیسی: Melbourne Park) مجموعه‌ای از چند ورزشگاه در شهر ملبورن، استرالیا است.
این مجموعه شامل ورزشگاه‌های تنیس، بکستبال، نت‌بال، اسکی روی یخ، دوچرخه‌سواری، شنا، ورزش‌های موتوری و مراسم‌های کنسرت می‌باشد، مسابقات تنیس آزاد استرالیا از سال ۱۹۸۸ در این مجموعه برگزار میشود.